# 謝利鎮區 (明尼蘇達州諾曼縣)
謝利鎮區（英語：Shelly Township）是位於美國明尼蘇達州諾曼縣的一個行政鎮區。

## 歷史
謝利鎮區於1879年成立，得名自早期定居者約翰·謝利（John Shelly）。

## 地方資料
謝利鎮區的面積為109.50平方千米，當中陸地面積為105.98平方千米，而水域面積為3.52平方千米。根據2020年美國人口普查的數據，當地共有人口88人，而人口密度為每平方千米0.8人。